# 威爾克尼斯山脈
78°1′S 161°7′E / 78.017°S 161.117°E
威爾克尼斯山脈（英語：Wilkniss Mountains）是南極洲的山脈，位於維多利亞地的斯科特海岸，長16公里，其中包括皮弗特峰和布萊克韋爾德山，現時由南極條約體系管理。